# Discografia de I-dle
A discografia de I-dle, um girl group sul-coreano, consiste em seis extended plays, um single álbum e oito singles digitais. Elas também participaram de seis músicas colaborativas, duas contribuições para trilhas sonoras e quatorze videoclipes. Incluindo seu mais novo lançamento intitulado "Nxde" do álbum " I Love" constituindo-se com 6 músicas ineditas.
Formado pela Cube Entertainment em 2018, (G)I-dle estreou em 2 de maio de 2018 com o EP I Am com a música "Latata" como seu single. O grupo continuou com o lançamento de seu primeiro single digital intitulado "Hann (Alone)" em 14 de agosto de 2018, chegando ao 8º lugar na Gaon Digital Chart. Elas lançaram seu segundo EP intitulado I Made em 26 de fevereiro de 2019, seguido pelo lançamento de seu segundo single digital intitulado "Uh-Oh" em 26 de junho. Um mês depois, (G)I-dle começou sua aventura no mercado de música japonesa com o lançamento de Latata em 31 de julho. No mesmo ano, mais dois singles - "Put It Straight (Nightmare Version)" e "Lion" - foram lançados por meio de sua participação no programa de sobrevivência da Mnet, Queendom. "Lion" conseguiu obter sucesso comercial e foi indicado ao Korean Music Awards. Em abril de 2020, o terceiro EP de (G)I-dle, I Trust, e seu single "Oh My God", foram lançados em 6 de abril. O EP se tornou o álbum mais vendido do grupo e teve o segundo maior primeiro dia  vendas por um grupo feminino com 91.311 cópias físicas vendidas. Ele estreou no topo da parada de álbuns da Gaon com mais de 110.000 cópias e marcou sua estreia mais alta na parada World Albums da Billboard. Em agosto de 2020, elaa lançaram 2 álbuns; Dumdi Dumdi, um álbum especial de verão em 3 de agosto com a faixa-título de mesmo nome, e o segundo EP japonês do grupo, Oh My God em 26 de agosto.

## Álbuns

### Singleálbuns
| Título      | Detalhes | Melhores posições nas tabelas | Vendas                  |
| Título      | Detalhes | COR                           | Vendas                  |
| ----------- | --- | ----------------------------- | ----------------------- |
| Dumdi Dumdi | - Lançamento: 3 de agosto de 2020 - Gravadora: Cube Entertainment - Formatos: CD, download digital, streaming | 2                             | - : 183,945 - : 125,801 |

## Extended plays
| Título                                                                                   | Details | Melhores posições nas tabelas | Melhores posições nas tabelas | Melhores posições nas tabelas | Melhores posições nas tabelas | Melhores posições nas tabelas | Melhores posições nas tabelas | Vendas                          |         |
| Título                                                                                   | Details | COR                           | JAP                           | JAP Hot                       | POL                           | ESP                           | EUA World                     | Vendas                          |         |
| Coreano                                                                                  | Coreano | Coreano                       | Coreano                       | Coreano                       | Coreano                       | Coreano                       | Coreano                       | Coreano                         | Coreano |
| ---------------------------------------------------------------------------------------- | --- | ----------------------------- | ----------------------------- | ----------------------------- | ----------------------------- | ----------------------------- | ----------------------------- | ------------------------------- | ------- |
| I Am                                                                                     | - Lançamento: 2 de maio de 2018 - Gravadora: Cube Entertainment - Formatos: CD, download digital, streaming                           | 6                             | —                             | —                             | —                             | —                             | 5                             | - : 51,831                      |         |
| I Made                                                                                   | - Lançamento: 26 de fevereiro de 2019 - Gravadora: Cube Entertainment - Formatos: CD, download digital, streaming                     | 2                             | —                             | —                             | —                             | —                             | 5                             | - : 51,041                      |         |
| I Trust                                                                                  | - Lançamento: 6 de abril de 2020 - Gravadora: Cube Entertainment - Formatos: CD, download digital, streaming                          | 1                             | 48                            | —                             | 30                            | 34                            | 4                             | - : 154,499 - : 1,380 - : 1,000 |         |
| I Burn                                                                                   | - Lançamento: 11 de janeiro de 2021 - Gravadora: Cube Entertainment - Formatos: CD, download digital, streaming                       | 3                             | 35                            | —                             | —                             | —                             | —                             | - : 207,927                     |         |
| Japonês                                                                                  | |                               |                               |                               |                               |                               |                               |                                 |         |
| Latata                                                                                   | - Lançamento: 29 de julho de 2019 - Gravadora: Cube Entertainment, Universal Music Japan - Formatos: CD, download digital, streaming  | —                             | 5                             | 15                            | —                             | —                             | —                             | - : 8,229                       |         |
| Oh My God                                                                                | - Lançamento: 26 de agosto de 2020 - Gravadora: Cube Entertainment, Universal Music Japan - Formatos: CD, download digital, streaming | —                             | 23                            | 25                            | —                             | —                             | —                             | - : 4,229                       |         |
| "—" indica lançamentos que não figuraram nas tabelas ou não foram lançados nessa região. | |                               |                               |                               |                               |                               |                               |                                 |         |

## Singles
| Título                                                                                   | Ano     | Melhores posições nas tabelas | Melhores posições nas tabelas | Melhores posições nas tabelas | Melhores posições nas tabelas | Melhores posições nas tabelas | Melhores posições nas tabelas | Melhores posições nas tabelas | Vendas      | Álbum                                     |
| Título                                                                                   | Ano     | COR                           | COR                           | HUN                           | NZ Hot                        | SCO                           | SGP                           | EUA World                     | Vendas      | Álbum                                     |
| Título                                                                                   | Ano     | Gaon                          | Hot                           | HUN                           | NZ Hot                        | SCO                           | SGP                           | EUA World                     | Vendas      | Álbum                                     |
| Coreano                                                                                  | Coreano | Coreano                       | Coreano                       | Coreano                       | Coreano                       | Coreano                       | Coreano                       | Coreano                       | Coreano     | Coreano                                   |
| ---------------------------------------------------------------------------------------- | ------- | ----------------------------- | ----------------------------- | ----------------------------- | ----------------------------- | ----------------------------- | ----------------------------- | ----------------------------- | ----------- | ----------------------------------------- |
| "Latata"                                                                                 | 2018    | 12                            | 12                            | —                             | —                             | —                             | —                             | 4                             | - : 3,000   | I Am                                      |
| "Hann (Alone)" (한(一))                                                                  | 2018    | 8                             | 10                            | —                             | 39                            | —                             | 24                            | 2                             | - : 1,000   | Adicionado à nenhum álbum                 |
| "Senorita"                                                                               | 2019    | 19                            | 10                            | —                             | —                             | —                             | 20                            | 7                             | - : 1,000   | I Made                                    |
| "Put It Straight" (싫다고 말해) (Nightmare version)                                      | 2019    | 199                           | 100                           | —                             | —                             | —                             | —                             | —                             | —           | Queendom Box of Pandora Pt. 1 e I Made    |
| "Uh-Oh"                                                                                  | 2019    | 31                            | 23                            | —                             | —                             | —                             | 23                            | 7                             | —           | Adicionado à nenhum álbum                 |
| "Lion"                                                                                   | 2019    | 19                            | 5                             | —                             | —                             | —                             | 20                            | 5                             | —           | Queendom Final Comeback Singles e I Trust |
| "Oh My God"                                                                              | 2020    | 15                            | 10                            | 24                            | —                             | 97                            | 21                            | 3                             | - : 1,000   | I Trust                                   |
| "I'm the Trend"                                                                          | 2020    | 96                            | 58                            | —                             | —                             | —                             | —                             | —                             | - : 103,508 | Dumdi Dumdi                               |
| "Dumdi Dumdi" (덤디덤디)                                                                 | 2020    | 8                             | 6                             | 15                            | —                             | —                             | 29                            | 13                            | —           | Dumdi Dumdi                               |
| "Hwaa" (화(火花))                                                                        | 2021    | 4                             | 5                             | —                             | —                             | —                             | 19                            | 6                             | —           | I Burn                                    |
| Inglês                                                                                   |         |                               |                               |                               |                               |                               |                               |                               |             |                                           |
| "Latata"                                                                                 | 2020    | —                             | —                             | —                             | —                             | —                             | —                             | 22                            | —           | Adicionado à nenhum álbum                 |
| "—" indica lançamentos que não figuraram nas tabelas ou não foram lançados nessa região. |         |                               |                               |                               |                               |                               |                               |                               |             |                                           |

### Singlespromocionais
| Título                                          | Ano  | Melhores posições nas tabelas | Melhores posições nas tabelas | Álbum                     |
| Título                                          | Ano  | COR                           | EUA World                     | Álbum                     |
| ----------------------------------------------- | ---- | ----------------------------- | ----------------------------- | ------------------------- |
| "Last Dance" (Single promocional para Universe) | 2021 | ASA                           | ASA                           | Adicionado à nenhum álbum |

## Outras canções cartografadas
| Título                                                                                   | Ano  | Melhores posições nas tabelas | Melhores posições nas tabelas | Álbum   |
| Título                                                                                   | Ano  | COR                           | COR                           | Álbum   |
| Título                                                                                   | Ano  | Gaon                          | Hot                           | Álbum   |
| ---------------------------------------------------------------------------------------- | ---- | ----------------------------- | ----------------------------- | ------- |
| "Blow Your Mind"                                                                         | 2019 | —                             | —                             | I Made  |
| "Luv U" (사랑해)                                                                         | 2020 | —                             | —                             | I Trust |
| "Maybe"                                                                                  | 2020 | —                             | —                             | I Trust |
| "Oh My God" (English version)                                                            | 2020 | —                             | —                             | I Trust |
| "Hann (Alone in winter)" (한(寒))                                                        | 2021 | 106                           | 100                           | I Burn  |
| "Moon"                                                                                   | 2021 | 102                           | 72                            | I Burn  |
| "Dahlia"                                                                                 | 2021 | 114                           | —                             | I Burn  |
| "Lost"                                                                                   | 2021 | 123                           | —                             | I Burn  |
| "Where Is Love"                                                                          | 2021 | 127                           | —                             | I Burn  |
| "—" indica lançamentos que não figuraram nas paradas ou não foram lançados nessa região. |      |                               |                               |         |

## Colaborações
| Título                                                                                   | Ano  | Melhores posições nas tabelas | Melhores posições nas tabelas | Melhores posições nas tabelas | Melhores posições nas tabelas | Melhores posições nas tabelas | Melhores posições nas tabelas | Melhores posições nas tabelas | Melhores posições nas tabelas | Melhores posições nas tabelas | Melhores posições nas tabelas | Álbum                     |
| Título                                                                                   | Ano  | COR                           | CAN Dig.                      | NZ Hot.                       | ESC                           | SGP                           | SUE Heat.                     | UK Down.                      | UK Indie                      | EUA Dig.                      | EUA World                     | Álbum                     |
| ---------------------------------------------------------------------------------------- | ---- | ----------------------------- | ----------------------------- | ----------------------------- | ----------------------------- | ----------------------------- | ----------------------------- | ----------------------------- | ----------------------------- | ----------------------------- | ----------------------------- | ------------------------- |
| "Follow Your Dreams" (한걸음)                                                            | 2018 | —                             | —                             | —                             | —                             | —                             | —                             | —                             | —                             | —                             | —                             | ONE (com United Cube)     |
| "Mermaid"                                                                                | 2018 | —                             | —                             | —                             | —                             | —                             | —                             | —                             | —                             | —                             | —                             | ONE (com United Cube)     |
| "Upgrade"                                                                                | 2018 | —                             | —                             | —                             | —                             | —                             | —                             | —                             | —                             | —                             | —                             | ONE (com United Cube)     |
| "Young & One"                                                                            | 2018 | —                             | —                             | —                             | —                             | —                             | —                             | —                             | —                             | —                             | —                             | ONE (com United Cube)     |
| "Pop/Stars" (com Madison Beer e Jaira Burns como K/DA)                                   | 2018 | 39                            | 30                            | 6                             | 82                            | 6                             | 4                             | 75                            | 17                            | 30                            | 1                             | Adicionado à nenhum álbum |
| "The Baddest" (com Bea Miller e Wolftyla como K/DA)                                      | 2020 | 178                           | 30                            | 6                             | 70                            | 7                             | —                             | 74                            | 18                            | 28                            | 1                             | All Out                   |
| "More" (com Madison Beer, Jaira Burns, Lexie Liu e Seraphine como K/DA)                  | 2020 | —                             | 48                            | 9                             | —                             | 10                            | —                             | —                             | 23                            | —                             | 1                             | All Out                   |
| "—" indica lançamentos que não figuraram nas tabelas ou não foram lançados nessa região. |      |                               |                               |                               |                               |                               |                               |                               |                               |                               |                               |                           |

## Trilhas sonoras
| Título         | Ano  | Álbum                                   | Ref.   |
| -------------- | ---- | --------------------------------------- | ------ |
| "Run! (Relay)" | 2018 | Running Man: Pululu's Counterattack OST | [ 43 ] |
| "Help Me"      | 2019 | Her Private Life OST (Part 1)           | [ 44 ] |

## Outras canções
| Título             | Year | Formatos                    | Álbum                                                        | Notas                          | Ref.   |
| ------------------ | ---- | --------------------------- | ------------------------------------------------------------ | ------------------------------ | ------ |
| "Sad Dream" (비몽) | 2019 | Download digital, streaming | Immortal Songs: Singing the Legend – Let's Dance Time Koyote | Canção original de Koyote      | [ 45 ] |
| "Show"             | 2020 | Download digital, streaming | Two Yoo Project Sugar Man 3 Episode 8                        | Canção original de Kim Won-jun | [ 46 ] |

## Vídeos musicais
| Título                             | Ano  | Diretor(es)                                          | Ref.   |
| ---------------------------------- | ---- | ---------------------------------------------------- | ------ |
| "Latata"                           | 2018 | Zanybros                                             | [ 47 ] |
| "Hann (Alone)"                     | 2018 | Zanybros                                             | [ 48 ] |
| "Senorita"                         | 2019 | Zanybros                                             | [ 49 ] |
| "Blow Your Mind"                   | 2019 | (G)I-dle                                             | [ 50 ] |
| "Uh-Oh"                            | 2019 | Digipedi                                             | [ 51 ] |
| "Latata (Japanese ver.)"           | 2019 | Jimmy (VIA)                                          | [ 52 ] |
| "Latata (Crash Diamond Eyes ver.)" | 2019 | Desconhecido                                         |        |
| "Lion"                             | 2019 | Digipedi                                             | [ 53 ] |
| "Oh My God"                        | 2020 | Yoon Rima, Jang Dongju (Rigend Film Studio)          | [ 54 ] |
| "I'm the Trend"                    | 2020 | Desconhecido                                         | [ 55 ] |
| "Dumdi Dumdi"                      | 2020 | Jang Jaehyeok, Lee Kyeongsoon (BIBBIDI BOBBIDI BOO.) | [ 56 ] |
| "Oh My God" (Japanese ver.)        | 2020 | Desconhecido                                         |        |
| "Hwaa"                             | 2021 | Paranoid Paradigm (VM Project Architecture)          | [ 57 ] |